# Ipiranga de Goiás
Ipiranga de Goiás é um município da região do Vale do São Patrício, no estado de Goiás, no Brasil. Sua população estimada em 2009 segundo o Instituto Brasileiro de Geografia e Estatística era de 2 906 habitantes.

## Etimologia

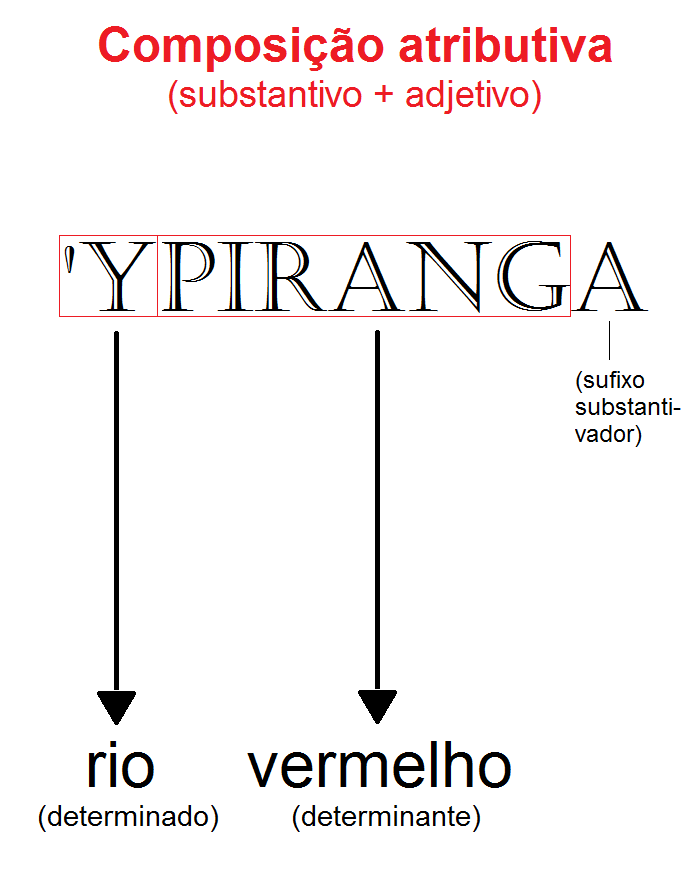
Ypiranga é um exemplo de composição atributiva em tupi. O outro tipo é a composição com relação genitiva.

"Ipiranga" é uma palavra de origem tupi que significa "rio vermelho", através da junção dos termos  'y  (rio) e pyrang (vermelho).

## História
Antes da chegada dos europeus ao continente americano, a porção central do Brasil era ocupada por indígenas do tronco linguístico macro-jê, como os acroás, os xacriabás, os xavantes, os caiapós, os javaés etc.
A origem e formação do município de Ipiranga de Goiás, como os municípios vizinhos Ceres e Nova Glória, são oriundas do decreto-lei 6 882, de 19 de fevereiro de 1941, pelo então presidente da república Getúlio Vargas, que criava a Colônia Agrícola Nacional de Goiás, administrada pelo engenheiro agrônomo Bernardo Sayão Carvalho de Araújo, que tinha, como objetivo, fixar o homem à terra, expandindo a fronteira agrícola, fortalecendo o mercado e estabelecendo uma conexão com o norte do país. Em 1949, houve o afastamento de Bernardo Sayão, assumindo, como novo administrador, o também engenheiro agrônomo Datis Lima de Oliva, responsável pela emancipação da colônia.
O Sr. Raimundo Alves de Souza juntamente com o senhor Francisco Amâncio de Oliveira conhecido como Chiquinho da Farmácia recebeu sua porção de gleba e resolveu lote-a-la, criando assim, o povoado do Ipiranga. Na década de 50/60 foi uma pequena cidade, com comércio visando a atender as necessidades dos colonos que se instavam na região. Teve, e tem, o apelido até os dias de hoje de Quiabo-Assado. Certamente a pessoa mais importante para Ipiranga foi seu fundador Raimundo Alves de Souza. Outros que passaram por ali foram: Soraia da Frutaria, Chiquinho da Farmácia, Orlando Ortega, Joaquim Ferreira, José Pereira, Julieta Ferreira, família Gurgel, Antonio Machado, Augustinho, Ladislau Jose de Oliveira, Divina Leopoldina de Jesus e outros.
Em 21 de julho de 1997, o povoado de Ipiranga consolidou sua emancipação através da Lei 13 137, sancionada pelo então governador do estado de Goiás Maguito Vilela, criando o município de Ipiranga de Goiás.
Em 1º de janeiro de 2001, instala-se o município de Ipiranga de Goiás, tendo, como prefeito, Geraldo Ferreira de Oliveira, vice-prefeito Damásio Bertino de Souza, e presidente da câmara Rubens José Barbosa, que permaneceram durante quatro anos. Afirma-se, também, que, durante esses quatro anos, a Prefeitura Municipal de Ipiranga de Goiás ficou distribuídas em seis secretarias, tendo, à frente, os seguintes secretários: – Magno José de Oliveira (administração), Ildeo Donizette (Transportes), Divino Luiz Gonzaga (saúde), Maria Helena Ferreira (assistência social), Djanira Alves (educação) e o Sebastião Paulo da Silva (controle interno) - sendo esta última implantada na Prefeitura de Ipiranga de Goiás no dia 5 de abril de 2002. E, no dia 3 de outubro de 2004, foi reeleito o prefeito municipal de Ipiranga de Goiás, Geraldo Ferreira de Oliveira, mantendo a mesma estrutura da organização, alterando apenas a secretaria de agricultura, que foi criada no dia 1º de fevereiro de 2005.
No ano de 2009, toma posse João Batista da Silva, popularmente conhecido como "João Albino", que governou a cidade por 4 anos.
No ano de 2013, toma posse Jose Enilton de Sousa. No ano de 2017 toma posse como prefeito Alex de Queiroz derrotando o então prefeito nas eleições de 2016 com 251 votos de frente.
A população do município de Ipiranga de Goiás está distribuída em sua maioria na zona rural do município e povoados sendo que de acordo com o censo 2010 dos 2844 habitantes do município 1272 habitantes (44,7%) viviam na área urbana e 1572 habitantes (55,3%) viviam fora da sede do município (área rural e distritos).

## Geografia
O Município de Ipiranga de Goiás se localiza no Centro Norte do Estado de Goiás, e possui vegetação numa faixa de floresta tropical, sendo composta tipicamente de árvores de médio porte e de mata fechada. Atualmente, o município conta com poucas áreas de vegetação em sua área total, pois já foi praticamente todo desmatado: anteriormente, para a criação de gado leiteiro; atualmente, para plantação de cana-de-áçucar.
O município é banhado pelo Rio das Almas a leste, pelo Córrego Grande na parte central, onde está localizada a sede do município, e pelo rio São Patrício ao Norte, fazendo a divisa com o município de Itapaci, onde estão localizados os dois povoados do município Quebra-Coco e Bom Jesus, que fica a 3 quilômetros do rio.
O relevo do município é, na maior parte de sua área, plana, sendo que, ao sul, está localizada a Serra da União. Entre a sede do município e povoado do Bom Jesus, está localizada a Serra do Cristal.

## Turismo
Durante os meses mais secos e quentes do ano (agosto, setembro e outubro) o município recebe vários visitantes das cidades vizinhas e até mesmo da capital para curtir as belezas naturais do município: Como acampar, pescar e curtir as praias dos Rios São Patrício e Rio das Almas.
Além disso muitas pessoas da Capital de Goiás e do Brasil durante o período de férias visitam o município para visitar os familiares e descansar da correria da cidade grande, visto que o município é pacato e sossegado.